# Eliza Coupe
Eliza Coupe (ur. 6 kwietnia 1981 w Plymouth, w stanie New Hampshire, w USA) – amerykańska aktorka telewizyjna, znana głównie z roli Jane Kerkovich-Williams w serialu telewizji ABC – Happy Endings oraz roli Dr. Denise Mahoney w serialu komediowo-dramatycznym Scrubs (Hoży doktorzy).

## Życiorys
Zanim zyskała rozpoznawalność miała za sobą kilka ról epizodycznych w różnych serialach w tym między innymi Kim jest Samantha? Popularność przyniosły jej dopiero rola w serialu Scrubs gdzie wystąpiła w sumie w 24 odcinkach, w 2 ostatnich sezonach oraz w nadawanym w latach 2011-2013 serialu Happy Endings.

## Filmografia
- Shanghai Calling (2012
- Ilu miałaś facetów? (ang. What's Your Number?) (2011)
- Somewhere. Między miejscami (ang. Somewhere) (2010)
- No Heroics (2009)
- Chyba kocham swoją żonę (ang. I Think I Love My Wife) (2007)
- The Day the World Saved Shane Sawyer (2006)